# Ambogaster wibawae
Ambogaster wibawae är en stekelart som beskrevs av Heydon 2005. Ambogaster wibawae ingår i släktet Ambogaster och familjen puppglanssteklar. Inga underarter finns listade i Catalogue of Life.